# Vonalzó
A vonalzó egy eszköz, melyet a geometriában egyenes vonalak húzására, illetve hosszúságmérésre használnak. Régebben fából, napjainkban leginkább áttetsző műanyagból vagy fémből készül, lehet merev vagy hajlékony. Rendszerint milliméteres beosztást tartalmaz, hosszúsága változó, leggyakrabban 20 és 50 cm közötti.
Eredeti értelmében olyan eszköz, amellyel egyeneseket lehet szerkeszteni, ilyen értelemben használja a geometria is. A vonalzó ekkor nincs beosztással ellátva, ezt sokszor egyélű vonalzó néven különböztetik meg a hétköznapokban használt vonalzótól. A beosztásnak szerepe lehet egyes szerkesztési és speciális geometriai feladatok során.

## Fajtái

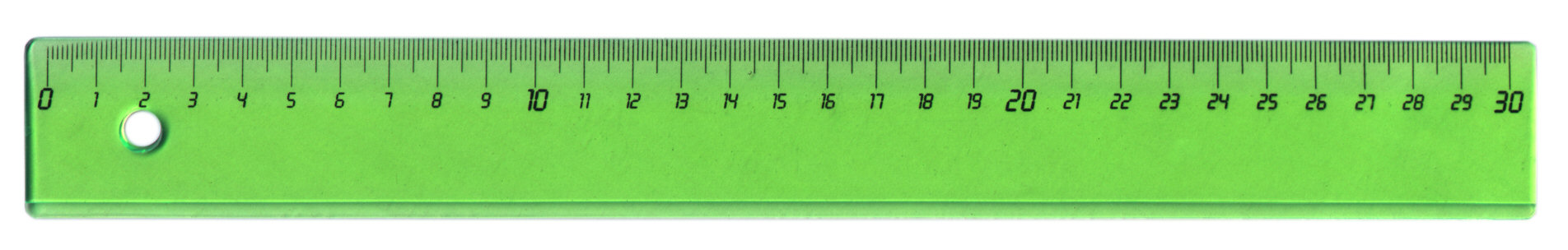
30 cm-es műanyag vonalzó

- egyenes vonalzó
- derékszögű vonalzó
- háromszögű vonalzó
- fejes vonalzó
- neuszisz vonalzó